# Bayer Mihály
Bayer Mihály (Mezőberény, 1954. december 3. –) magyar diplomata, nagykövet.

## Élete
Általános iskoláját és a gimnáziumot is Mezőberényben végezte. Mivel érdekelték a nyelvek, már pályaválasztáskor a moszkvai Nemzetközi Kapcsolatok Intézete (MGIMO) merült fel, mint továbbtanulási lehetőség. Mégis a Kossuth Lajos Tudományegyetemre jelentkezett orosz-történelem szakra. Mivel a nyelvi képzés elsősorban nyelvészetre koncentrálódott, egy év után, 1974-től ösztöndíjjal a Nemzetközi Kapcsolatok Intézetébe jelentkezett át, amit 1980-ban végzett el.
Végzését követően rögtön a Külügyminisztériumban kezdett dolgozni, 1980. június 30-a óta az intézmény munkatársa. 1981-ig az Észak-afrikai és Közel-keleti Országok Főosztályán dolgozott, majd 1986-ig a líbiai nagykövetség kulturális- és sajtóattaséja lett Tripoliban. 1990-ig továbbra is ugyanannak az osztálynak lett a beosztottja, amelyikben kiküldetése előtt dolgozott. 1990-ben néhány hónapra az egyiptomi nagykövetség első beosztotta lett,majd 1990. augusztus 10-től 1994. december 3-ig a Jemeni Köztársaságban lett nagykövetünk. 1995-től 1999-ig az Észak-afrikai és Közel-keleti Országok Főosztályának vezetője volt. 1999. augusztus 23-tól Magyarország pekingi nagykövetségét vezette nagykövetként, emellett ellátta Észak-Korea nem rezidens nagyköveti teendőit, megbízatása 2004. augusztus 2-án járt le.. Hazatérése után 2004-től 2006-ig a FÁK országok Főosztálya vezetője, majd 2007-ig a politikai igazgató főtanácsadója volt. 2007. március 1-től 2008. március 31-ig Moldovában volt nagykövet.
2008-ban a Nabucco gázvezeték építésével kapcsolatos magyar érdekek képviselőjévé nevezték ki, majd 2009-től energiabiztonsági utazó nagykövetünk lett. 2010. november 1-től 2014. augusztus 15-ig Ukrajnában a kijevi nagykövetséget vezette, 2014. október 1-től nagykövet Kuvaitban. 2018. január 26-án vonták vissza megbizatását.
1987-ben a Külügyminisztérium munkatársaként tagja volt a Magyarország és Izrael kapcsolatainak javításáért, a diplomáciai kapcsolat helyreállításáért dolgozó szakértői munkacsoportnak. Nagykövetként oroszlánrésze volt abban, hogy Magyarország olajipari kutatási koncesszióhoz jutott 1992-ben Jemenben.

### Magánélete
Bár 1973-ban elkerült Mezőberényből, kapcsolatai megmaradtak, 2014-ben a város díszpolgárává avatták. Nős, két gyermek, Tamás és Boglárka édesapja.

## Díjai
- Pro Turismo díj (2004)
- A Moldovai Köztársaság Becsületrendje (2008)
- A Magyar Köztársasági Érdemrend Tisztikeresztje (polgári tagozat) 2009